# Heterose

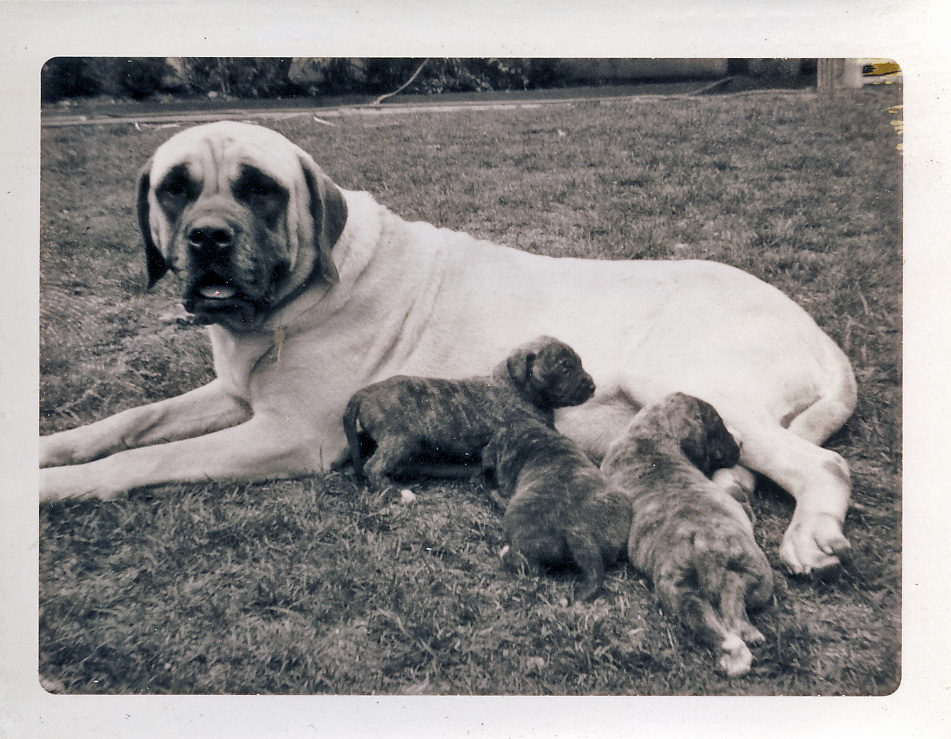
Uma fêmea de Mastim inglês com sua prole de cruzamento com Pit Bull. Uma prole mestiça de um tipo de cruzamento chamado Bandog.

Heterose ou vigor híbrido é um fenômeno caracterizado pelo melhoramento ou aumento de qualquer qualidade biológica em uma prole híbrida ou mestiça, ou seja, com pais sem parentesco ou com parentesco muito distante. Uma prole é heterótica se suas características fenotípicas forem aprimoradas como resultado da mistura das contribuições genéticas de seus pais. Estes efeitos podem ser devidos à herança mendeliana ou não-mendeliana.
Portanto a heterose possui efeito inverso ao da depressão por endogamia, causada pelo excesso de consanguinidade.

Este efeito pode ser produzido por plantas e animais. 

Imagem mostra linha do tempo comparativa de dois endocruzamentos de milho e seu híbrido F1 (½) exibindo heterose (centro).

Principalmente na pecuária busca-se realizar o cruzamento industrial com objetivo de produzir proles heteróticas, que possuem mais saúde que seus pais sem perda de produtividade ou qualidade genética.

## Definições
Ao propor o termo heterose para substituir o termo antigo heterozigose, George Harrison Shull teve como objetivo evitar limitar o termo aos efeitos que podem ser explicados pela heterozigoticidade na herança mendeliana.
A heterose é freqüentemente discutida como o oposto da depressão por endogamia, embora diferenças nesses dois conceitos possam ser vistas em considerações evolucionárias, como o papel da variação genética ou os efeitos da deriva genética em populações pequenas nesses conceitos. A depressão por endogamia ocorre quando pais aparentados têm filhos com características fenotípicas que influenciam negativamente a sua forma física, em grande parte devido à homozigose. Em tais casos, o cruzamento deve resultar em heterose.
Nem todos os cruzamentos resultam em heterose.